# Autoroute A5 (Chypre)
Pour les articles homonymes, voir A5 et Autoroute A5.
L'autoroute A5 (grec moderne : αυτοκινητόδρομος Α5/Aftokinitodromos A5 ; turc : otoyol A5) est une autoroute chypriote reliant Limassol à Larnaca.

## Tracé
- Échangeur entre A5 et A1 : Limassol, Nicosie
- 1 : Kofínou
- 2 : Anglisides, Anafotía
- 3 : Alethriko, Kivisíli
- 4 : Klavdiá, Tersefánou, Dromolaxia
- Échangeur entre A5 et A3 : Larnaca, Ayia Napa